# 火曜時代劇 (テレビ朝日)
『火曜時代劇』（かようじだいげき）は、2006年4月18日から2007年9月11日まで火曜 19:00 - 19:54 （日本標準時）に設けられていたテレビ朝日製作の時代劇放送枠である。同局の『月曜時代劇』の移動により開始された。

## 概要
テレビ朝日の時代劇枠は、1999年4月から2001年9月の間、木曜19時台に設けられていた（それ以前は土曜20時台。かつては別に木曜20時台にも時代劇枠が設けられていたが1998年12月に廃枠）。2001年10月から月曜19時台に移動した。2006年4月に火曜19時台のバラエティ枠と交換となり、この時代劇枠は火曜19時に移行した。枠移動後の第1作は『名奉行! 大岡越前』第2シリーズである。なお、枠移動後の月曜19時枠は『月バラ!』となった。
テレビ朝日火曜19:00の時代劇は1時間枠としてはこれが初であるが、30分枠としての歴史はきわめて古く、1959年2月に日本教育テレビ（NETテレビ）として開局した後すぐに始まった『風小僧』と次作『白馬童子』、そして1961年 - 1962年放送の『新諸国物語 紅孔雀』と続いたが、1963年10月 - 1964年4月放送の『丹下左膳』（大村崑主演版。当時ネットの毎日放送制作）を最後に途絶えており、42年ぶりの復活であった（テレビ朝日への社名変更後や腸捻転の解消後としては初）。
テレビ朝日と東映との強いラインを生かし、中断期を挟まずに時代劇を放送していた。フジテレビの『火曜時代劇』廃枠後の2004年4月から2006年9月までは民放キー局唯一のレギュラー時代劇枠となったが、2006年10月にテレビ東京が金曜20時台に時代劇枠を設けたため、民放キー局のレギュラー時代劇枠は2本となった。作品は原則として1クール単位の制作となっていた。かつての時代劇の名作のリメイクも制作されていた。
2007年2月、テレビ朝日は1959年2月の開局時から48年続いたレギュラー時代劇枠を、松方弘樹主演『素浪人 月影兵庫』をもって終了すると表明した。以後は2時間枠の時代劇を年6本程度制作・放送する見込みであったが、2010年2月20日放送の『樅の木は残った』（田村正和主演版・東映共同制作）を最後に事実上休止し、2014年に『金曜ナイトドラマ』枠で前年1月期に1クールで放送された『信長のシェフ』の第2シリーズが、木曜20時枠で約15年ぶりに放送されたのが、テレビ朝日、東映の共同制作時代劇の最新である。
なお、テレビ朝日系列としては、2009年には1年3か月ぶりに金9枠で時代劇『必殺仕事人2009』（朝日放送との共同制作）が半年間放送された。
なお、ABCと松竹の共同制作による東山紀之主演の『必殺仕事人』シリーズは、2012年以降年1回のペースで継続されている。
本枠終了後、同時間帯はバラエティ番組の放送枠となり、2024年現在は『出川一茂ホラン☆フシギの会』が放送されている。

## 放送作品一覧
- 名奉行! 大岡越前（第2シリーズ、2006年4月18日 - 7月18日）
- 新・桃太郎侍（2006年7月25日 - 9月5日）
- 太閤記〜天下を獲った男・秀吉（2006年10月31日 - 12月12日） - 初回と最終回は2時間スペシャルで放送。
- 遠山の金さん（2007年1月16日 - 3月20日）
- 八州廻り桑山十兵衛〜捕物控ぶらり旅（2007年5月1日 - 7月10日）
- 素浪人 月影兵庫（2007年7月17日 - 9月11日）

## ネット局での扱い
2006年9月までは、ネット局の一部で以下の扱いを受けていた。同年10月からは、『月バラ』枠がこの扱いを受けている。
- 広島ホームテレビでは、毎月最終火曜日の同じ時間帯に自社製作番組『ひろしま菜's』を放送するため、月末週放送分のみ同じ週の土曜 16:00 - 16:54 に遅れネットされた。『ひろしま菜's』はJAグループ広島提供番組で本枠とスポンサーが異なるため、時差ネットでもスポンサードネットとなっていた。
- 北陸朝日放送でも、当時この時間帯に自社製作番組『DokiDokiてれび』と『HAB健康の館』が月に1回のペースで放送されていたため、これらの放送がある週には後日に回された。